# Fresh Blood (Supernatural)
"Fresh Blood" (no Brasil, "Sangue Fresco") é o sétimo episódio da terceira temporada da série de televisão de fantasia e terror americana Supernatural, da The CW. O episódio foi escrito por Sera Gamble e dirigido por Kim Manners; a narrativa segue os protagonistas da série Sam (Jared Padalecki) e Dean Winchester (Jensen Ackles), que têm seu confronto final com o caçador Gordon Walker (Sterling K. Brown), que foi transformado em um vampiro.
Fresh Blood apresenta a última aparição do antagonista recorrente Gordon Walker. Brown, que foi forçado a deixar a série devido a compromissos com a série da Lifetime Television, Army Wives, ficou horrorizado com as ações de Gordon no episódio. Mercedes McNab de Buffy the Vampire Slayer e Angel fez uma aparição cameo, e também estava ocupada filmando a série de televisão Reaper durante a produção do episódio.
O episódio teve uma audiência perto da média da temporada, e recebeu críticas geralmente positivas de críticos. O desempenho de Brown foi elogiado, assim como a torção no história do seu personagem. Também foram aplaudidos o confronto de Sam com Dean sobre seu recente comportamento imprudente e a consequente reconciliação no final do episódio. Muitos críticos acharam inútil a presença da personagem Bela Talbot (Lauren Cohan) no episódio, enquanto o crítico da TV Guide gostou da participação de McNab e desejou que tivesse sido mais longa.

## Enredo
O caçador Gordon Walker (Brown), que acredita que Sam Winchester (Padalecki) vai um dia virar mal e se envolver em uma guerra demoníaca contra a humanidade, escapa da prisão. Ele localiza Bela Talbot (Cohan)—uma ladra e incômodo frequente no caminho dos Winchesters—e ameaça matá-la, a menos que ela revela a localização dos irmãos. Ela se recusa no começo, mas finalmente aceita em troca de um patuá de valor inestimável. Enquanto isso, Sam e Dean (Ackles) capturam a vampira Lucy (McNab), que já levou duas vítimas. Eles a interrogam e descobrem que outro vampiro chamado Dixon cravou sua bebida com seu próprio sangue em um clube, a transformando. Dixon a tinha levado de volta para sua casa, mas ela escapou para alimentar. Lucy, ainda acreditando que ela só foi drogada, é então morta por Dean, já que não há cura conhecida para o vampirismo.
Os irmãos localizam e confrontam Dixon, mas são interrompidos por Gordon e seu companheiro de caça Kubrick. Sam e Dean escapam, mas no caos, Dixon rapta Gordon. O vampiro depois explica a Gordon que caçadores mataram seu ninho, e agora ele quer reconstruir sua família. Embora Dixon tivesse planejado usar Gordon como alimento, a provocação contínua do caçador o leva a alimentar seu sangue. Quando os irmãos—tendo sido informados pela localização de Bela de Gordon, que ela descobriu através do Tabuleiro ouija—chegam ao esconderijo de Dixon, eles descobrem que o vampiro Gordon escapou. Em outro lugar, Gordon retorna a Kubrick. Ele pede que ele seja permitido viver o suficiente para lidar com Sam. Apesar disso, Kubrick tenta matá-lo, de modo que Gordon revida perfurando em suas entranhas.
À medida que a noite se aproxima, os irmãos não foram capazes de encontrar Gordon. Dean decide ir atrás de Gordon enquanto Sam fica escondido, mas Sam se recusa. Ele então confronta Dean sobre seu comportamento imprudente desde o seu acordo com um Crossroads Demon, que lhe deixou apenas um ano para viver. Dean afirma que não tem medo de sua morte iminente, mas Sam desafia isso. Dean eventualmente cede, concordando em se comportar mais como seu velho eu novamente. Os dois se preparam para esperar a noite.
Gordon depois chama Sam e Dean, ameaçando matar uma jovem mulher se eles não forem até ele. Os irmãos vão para o local e encontram a mulher, mas Gordon usa uma porta de aço para separar os dois. A mulher é revelada ser um vampiro transformada por Gordon, e Dean é forçado a atirar nela com o Colt - uma arma mística capaz de matar qualquer coisa. Ele então tenta ajudar Sam, mas Gordon se prepara para mordê-lo. Sam impede isso e inforca Gordon com um arame farpado, decapitando o vampiro. Sam e Dean depois param no lado da estrada para verificar um barulho estridente feito pelo Impala. Sam fica confuso quando Dean começa a explicar o problema do motor. Dean, no entanto, justifica que Sam deve saber como consertar o carro quando seu tempo restante se esgotar, e também observa que, como seu irmão mais velho, ele deve estar mostrando-lhe as cordas.

## Produção

### Atores convidados

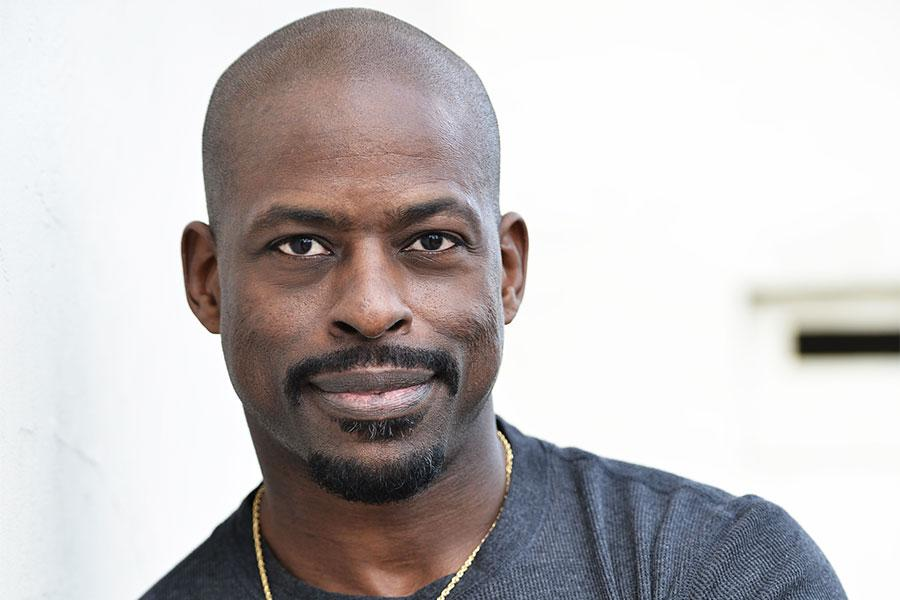
Sterling K. Brown, intérprete de Gordon Walker.

"Fresh Blood" apresentou a aparição final de Sterling K. Brown como o caçador de vampiros Gordon Walker. O arco de história do personagem para a temporada foi planejado para ser mais longo, mas compromissos de Brown com a série da Lifetime Television, Army Wives, limitou seu retorno a apenas duas aparições. O episódio foi "muito difícil" para o ator; embora ele estava bem com o personagem morrendo, a ideia de Gordon transformar uma menina inocente em um vampiro foi "horrível" para ele. Embora as ações de Gordon nos episódios anteriores fossem questionáveis, Brown tinha acreditado sempre que o personagem era "em última análise, bom". Sobre esta mudança, Brown comentou: "Seu objetivo final é matar Sam, e qualquer outra pessoa que tenha que sofrer efeitos prejudiciais por causa disso não é uma preocupação dele. Isso foi difícil para mim processar e embarcar". No entanto, o criador da série Eric Kripke argumentou que o personagem era agora um monstro e deveria seguir seus instintos em vez de lógica. A escritora de "Fresh Blood", Sera Gamble, também escreveu o primeiro episódio de Gordon e ajudou Kripke a conceituar o personagem. Gamble sentiu que ela "teve sorte" em ser capaz de escrever a aparição final do personagem e descobriu que havia "algo tão satisfatório sobre transformá-lo em um vampiro e cortar sua cabeça com um arame farpado".
Mercedes McNab, conhecida por interpretar a vampira Harmony Kendall nas séries de televisão Buffy the Vampire Slayer e Angel, interpretou a recém-virada vampira Lucy. Embora hesitasse em interpretar outro vampiro, McNab percebeu que o personagem era menos um vampiro e mais uma "menina que acordou e foi basicamente drogada ou foi mudada e não sabia o que estava acontecendo". A atriz também observou que Harmony era geralmente usada para alívio cômico, enquanto Lucy foi pretendida para ser "séria e mais dramática". Sua experiência anterior com o diretor Kim Manners na série de televisão The Adventures of Brisco County, Jr também influenciou sua decisão. Pela razão de que muitos de seus personagens recentes tendem a morrer, McNab ficou encantada com a morte de Lucy fora da tela. A atriz também estava trabalhando em um episódio de Reaper durante a filmagem de "Fresh Blood", e a equipe de produção de Supernatural foi capaz de ajustá-la no calendário de filmagem. A atriz achou que eles eram "realmente úteis" para ter certeza de que suas cenas não levavam muito tempo para filmar. Sua porção da cena de abertura só levou algumas horas para filmar, permitindo que ela voltasse a Reaper na manhã seguinte.
Michael Massee retornou como o caçador Kubrick, que acredita estar em uma missão de Deus para matar Sam Winchester. Massee discutiu seu personagem com Brown de antemão, e o imaginou como um amigo de longa data de Gordon, que poderia ser confiável. Brown descreveu Kubrick como um "cara bem-intencionado ..." e notou que sua esposa teve uma "resposta visceral" à morte do personagem quando depois viu o episódio. Matthew Humphreys retratou o vampiro Dixon, e o considera um personagem "profundamente incompreendido". O ator achou "fácil de racionalizar o que ele fez" porque Dixon estava em desacordo com a forma de começar sua própria família como um vampiro, e ele sustenta que o personagem não tinha intenções malignas por trás de suas ações.

### Filmagens
A fotografia principal ocorreu em Vancouver, Columbia Britânica. A sequência de abertura foi filmada à noite, embora a cena subseqüente - interrogação e execução de Lucy - ocorresse em um motel construído em um set de filmagem. Atípico para a série, o quarto de motel não teve um tema perceptível. O designer de produção John Marcynuk comentou: "Aquele quarto de motel era essencialmente um chão de matança para os meninos ... e era uma espécie de cena de interrogatório fria, então tentamos mantê-la não tão amigável. Quando você passa por ele, definitivamente sente como um lugar onde um assassinato tinha sido cometido. Não teria sido a primeira vez que um assassinato tinha sido cometido naquele quarto, também. Era o tipo de lugar onde coisas ruins acontecem." Marcynuk tomou um abordagem diferente para a cena da morte de Gordon, utilizando tons verdes e uma paleta de cores frias para criar um maior contraste visual com o sangue.

### Efeitos
Para dar um ar de realismo à morte de Gordon, a cena foi criada pela combinação de vários efeitos especiais durante a filmagem com efeitos visuais de pós-produção. Arame farpado de plástico com tubagem de sangue contribuiu nas fases iniciais da decapitação; ele se afundaria um pouco no pescoço de Brown quando a pressão era aplicada, forçando o sangue falso. Para as consequências, Brown se deitou no chão, e o departamento de efeitos visuais retirou a cabeça da cena e a recriou como um modelo tridimensional. O departamento decidiu "o empurrar um pouco mais longe" tendo a cabeça balançando no lugar e a boca se contraindo, mas Standards and Practices achou isso muito gráfico e os forçou a remover o movimento.  Estabelecido no episódio da primeira temporada "Dead Man's Blood" foram os dentes de vampiros como os tubarões, e o design foi sutilmente melhorado com cada episódio de vampiro. Embora o departamento de composição de efeitos especiais usou moldes das bocas dos atores para criar as dentaduras de acrílicas, McNab observou que era muito difícil falar enquanto as usava. Uma composição semelhante ao sangue ao redor das bocas dos atores ajudou a completar as visões vampíricas.

### Música
A sintetizada partitura orquestral do episódio foi escrita por Christopher Lennertz. Ele sente que "as pessoas associam o som dos violinos com os vampiros" devido à "conexão com a Europa Oriental e contagens", e assim usou uma pontuação "muito violino pesado" para o episódio, evitando sopros, latão e piano.

## Recepção

### Crítica

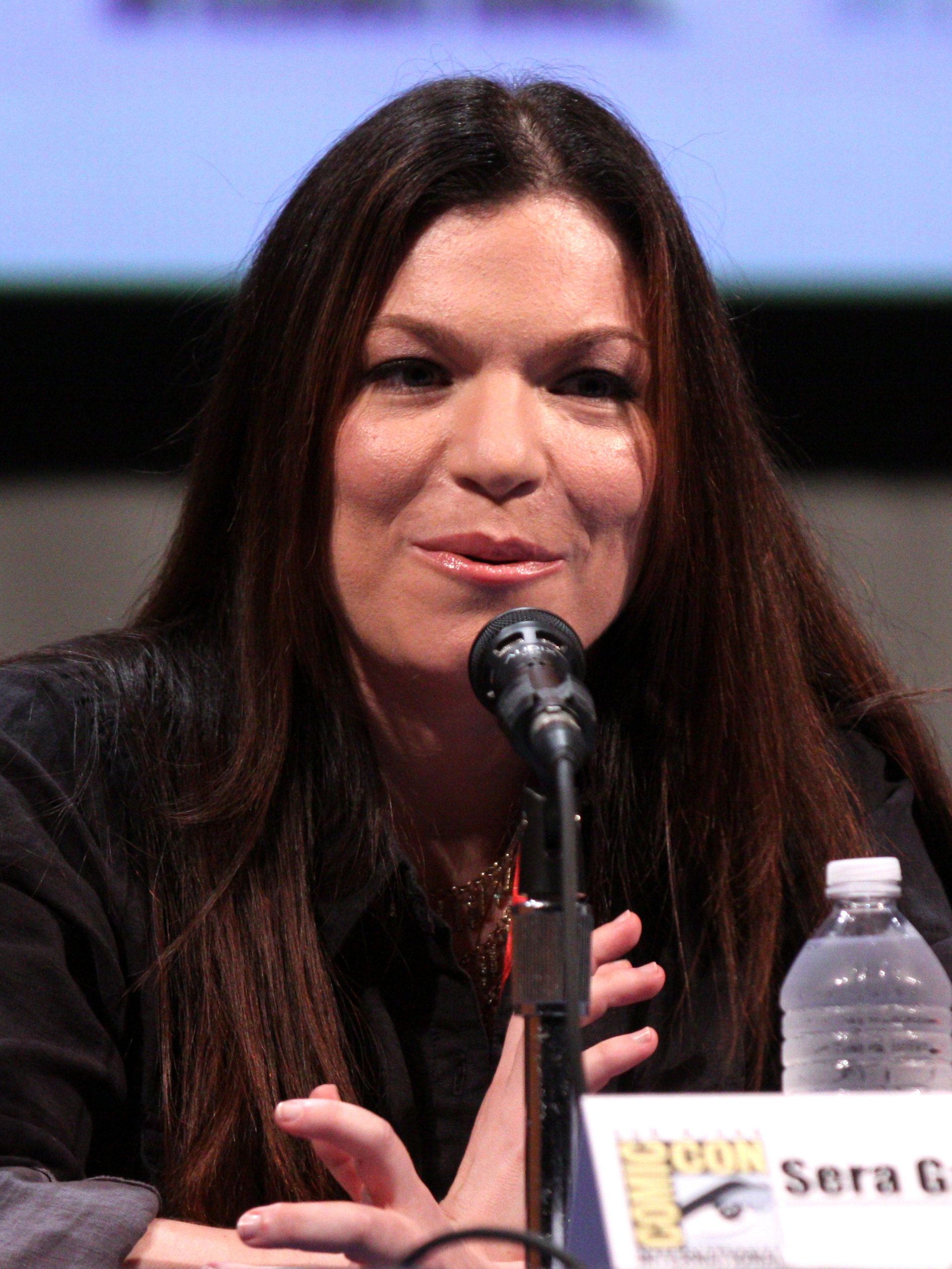
Sera Gamble escreveu o roteiro do episódio.

Em sua transmissão original, "Fresh Blood" foi visto por cerca de 2,88 milhões de espectadores. O episódio recebeu críticas geralmente positivas de críticos. Tina Charles, da TV Guide elogiou o episódio, comentando que "foi muito bom ter um episódio agradável de intensidade, interação fraternal, sangue e sangue". Embora ela tivesse ficado "um pouco cansada" das tentativas contínuas do personagem de matar Sam, ela ainda estava "realmente triste de ver Sterling e Gordy partir". Charles sentiu que sua transformação era uma "bom twist", e gostou que suas "crenças preto-e-branco" permanecendo a mesma mesmo depois de se tornar um vampiro. Ela também gostou do personagem de Lucy e seu final "realmente triste", e desejava que o papel de McNab tivesse sido maior. Notou-se que a "interação fraterna era frontal e central", e Charles ficou "além de feliz" que Sam confrontou Dean sobre o comportamento. O "momento que ela estava esperando por toda a temporada" finalmente chegou quando Dean levou Sam a sério e realmente o ouviu em vez de responder com sarcasmo. Charles também considerou a cena final com os irmãos sendo "apenas dolorosa". Da mesma forma, Karla Peterson, do The San Diego Union-Tribune, não só deu ao episódio um A+, mas o classificou como o sexto melhor episódio da temporada de televisão 2007-2008. Ela elogiou a escritora Sera Gamble e o diretor Kim Manners por "criar a melhor cena de ligação que tivemos durante toda a temporada", e elogiou Padalecki e Ackles por "nos fazerem tanto e acreditar tão plenamente que uma cena como essa pode nos deixar ofegante".
Brett Love da TV Squad postulou que o retorno de Gordon no "grande" episódio "valeu a pena esperar". Ele observou que a revelação de que Lucy era apenas uma garota inocente foi um "bom toque", e considerou uma "ótima escolha" ter Gordon transformado em um vampiro. Love ficou triste ver Gordon se afastar da série, achando o "excelente" Brown sendo "muito intenso e comprometido" com o papel. No entanto, ele considerou a aparição de Bela desnecessária, e apontou a improbabilidade de ser mais fácil para Gordon rastrear Bela do que teria sido apenas rastrear os Winchesters. Como Love, Julie Pyle do Airlock Alpha acreditou que a aparição de Bela foi "forçada". Ela ficou triste com as mortes de Gordon e Kubrick, e esperava que suas histórias fossem mais exploradas. Pyle também criticou a iluminação do episódio, comentando, "Com o gore adicionado nesta temporada, a série deveria parecer mais escura." Enquanto Maureen Ryan do Chicago Tribune achou o conceito de Gordon caçando Sam "cheio de inspiração", ela observou que "'Fresh Blood' não fez muito para ela.

### Análise
Lembrando os comentários do demônio Azazel sobre o recém-ressuscitado Sam no episódio "All Hell Breaks Loose, Part Dois" - que o que voltou não pode ser "cem por cento puro Sam" - Williams Williamson do BuddyTV questionou se algo realmente está errado com Sam . Williams adicionou a morte de Gordon a sua lista de ações recentes de Sam, que já incluíam a brutal execução de Sam de Jake Talley em "All Hell Breaks Loose, Part Dois" e seu assassinato do Demônio da Encruzilhada em "Bedtime Stories". No entanto, ele fez notar que ambos os personagens "tipo que mereceu morder a poeira". Peterson, também, observou o "olhar frio e morto aos olhos de Sam" depois de matar. Por outro lado, Padalecki postulou que o "lado mais sombrio de Sam" foi retratado quando ele matou Gordon "com ódio puro", mas pensou que Sam estava pensando: "Ele é um vampiro! Ele está matando pessoas, é hora dele ir."